# Salah-Eddine Oulad M'Hand
Zine-Eddine Oulad M'Hand (Den Haag, 20 augustus 2003) is een Nederlands-Marokkaans voetballer die als middenvelder voor Arsenal FC speelt.

## Carrière
Salah-Eddine Oulad M'Hand speelde in de jeugd van Voetbal Club Sparta en Feyenoord. In februari 2020 besloot hij, samen met zijn broertje Ismail, te vertrekken bij Feyenoord. In augustus 2020 sloten beiden aan bij de jeugdopleiding van de Engelse topclub Arsenal FC. Op 26 oktober 2021 zat Salah-Eddine voor het eerst bij de selectie van het eerste elftal van Arsenal, in de wedstrijd tegen Leeds United in het toernooi om de EFL Cup. Ook zat hij in het seizoen 2021/21 een aantal keer op de bank in de Premier League en de FA Cup, maar debuteerde nog niet. In 2022 werd hij voor een seizoen verhuurd aan Hull City. Hier kwam hij door blessures niet in actie en keerde hij halverwege het seizoen terug naar Arsenal om te revalideren. In het seizoen 2023/24 werd Oulad M'Hand verhuurd aan FC Den Bosch. Hij debuteerde in het betaald voetbal voor Den Bosch op 29 september 2023, in de met 0-3 gewonnen uitwedstrijd tegen FC Groningen. Hij kwam in de 82e minuut in het veld voor Shalva Ogbaidze. Voor de winterstop kwam hij weinig in actie, vooral als invaller, maar in de tweede seizoenshelft groeide hij uit tot een vaste basisspeler. Hij scoorde zijn eerste doelpunt voor Den Bosch op 15 maart 2023, in de met 1-4 verloren thuiswedstrijd tegen Willem II. Hij speelde uiteindelijk negentien competitiewedstrijden voor FC Den Bosch, waarin hij driemaal scoorde. Na het einde van zijn verhuurperiode keerde hij terug naar Arsenal, waar hij als jeugdspeler in het seizoen 2024/25 weer enkele wedstrijden deel uitmaakte van de eerste selectie, maar niet debuteerde.

### Statistieken
| Seizoen                   | Club            | Land           | Competitie     | Competitie | Competitie | Beker | Beker | Overig | Overig | Totaal | Totaal |
| Seizoen                   | Club            | Land           | Competitie     | Wed.       | Dlp.       | Wed.  | Dlp.  | Wed.   | Dlp.   | Wed.   | Dlp.   |
| ------------------------- | --------------- | -------------- | -------------- | ---------- | ---------- | ----- | ----- | ------ | ------ | ------ | ------ |
| 2021/22                   | Arsenal FC      | Engeland       | Premier League | 0          | 0          | 0     | 0     | 0      | 0      | 0      | 0      |
| 2022/23                   | → Hull City AFC | Engeland       | Championship   | 0          | 0          | 0     | 0     | 0      | 0      | 0      | 0      |
| 2022/23                   | Arsenal FC      | Engeland       | Premier League | 0          | 0          | 0     | 0     | 0      | 0      | 0      | 0      |
| 2023/24                   | → FC Den Bosch  | Nederland      | Eerste divisie | 19         | 3          | 1     | 0     | –      | –      | 20     | 3      |
| 2024/25                   | Arsenal FC      | Engeland       | Premier League | 0          | 0          | 0     | 0     | 0      | 0      | 0      | 0      |
| Carrièretotaal            | Carrièretotaal  | Carrièretotaal | Carrièretotaal | 19         | 3          | 1     | 0     | 0      | 0      | 20     | 3      |
| Bijgewerkt op 28 mei 2025 |                 |                |                |            |            |       |       |        |        |        |        |